# Trimeer
Een trimeer in de chemie is een molecule die is opgebouwd uit drie eenheden van eenzelfde monomeer. Een voorbeeld is 1,3,5-trioxaan, dat een trimeer is van formaldehyde. Een chemische reactie voor de vorming van een trimeer heet een trimerisatie.

trioxaan

Een trimeer is één monomeer-eenheid langer dan een dimeer, en één monomeer-eenheid korter dan een tetrameer (tetra = vier). De algemene naam voor dergelijke moleculen bestaande uit een gering aantal monomeer-eenheden is oligomeren (oligo = weinig).